# Куна златица
Куна златица или златка (лат. Martes martes), врста је сисара из рода куна.

## Опис
Има издужено и витко тело, дужине до 48 cm са репом дужине 28 cm. Шиљата њушка је тамно обојена, са оштрим зубима. Има широке, длакаве и покретљиве уши. Кратке ноге покривене су тамном длаком, чак и на табанима. Под вратом има карактеристичну бледожуту мрљу. Тело јој је прекривено сјајном, кратком, тамносмеђом длаком.

## Станиште и ареал
Ово је шумска животиња која се настањује у шупљем дрвећу. Живи у четинарским и мешаним шумама у брдским областима, али и у низијама. 
Живи скоро у целој Европи и западној Азији. 

## Начин живота
Добро се пење по стаблима. Ноћна је животиња и излази у лов пред залазак сунца. Лови мале животиње и птице, попут мишева, пухова, веверица, зечева, а упада и у живинарник и коље живину и испија јаја. Дешава се и да упада у пчелињаке због меда. Пари се за време лета, у току јула или августа, а захваљујући одложеној бременитости, тек следећег пролећа окоти најчешће три до четири, а максимално седам младунаца у шупљинама стабала или у напуштеним гнездима птица или веверица. 

## Лов
Лове је због квалитетног и цењеног крзна. Најлакше је лове по снегу због трагова које оставља, а лове је и на замке од гвожђа, а као мамац се узима хлеб испечен са црним луком и непосољеном масти, са додатком меда и камфора. Иако је ово крволочна животиња, могуће ју је припитомити.
У неким земљама Европе где је број куна значајно опао, укључујући Србију, лов на куну (и златицу и белицу) је ограничен.